# 图着色问题
图着色问题（英語：Graph Coloring Problem，簡稱），又称着色问题，是最著名的NP-完全问题之一。
给定一个无向图{\displaystyle G=(V,E)}，其中{\displaystyle V}为顶点集合，{\displaystyle E}为边集合，图着色问题即为将{\displaystyle V}分为{\displaystyle K}个颜色组，每个组形成一个独立集，即其中没有相邻的顶点。其优化版本是希望获得最小的{\displaystyle K}值。

## 图色数
有两个相关的术语：
1. 图色数（chromatic number），也被称为顶点色数（vertex chromatic number），指将一张图上的每个顶点染色，使得相邻的两个点颜色不同，最小需要的颜色数。最小染色数用{\displaystyle \chi (G)}或{\displaystyle \gamma (G)}表示。
2. 边色数（英语：Edge chromatic number）（edge chromatic number）：指将一张图上的每条边染色，使有公共顶点的边颜色不同，最少需要的颜色数叫边色数，用{\displaystyle \chi '(G)}表示。

## 和图中其他对象的关系
色数和团数（clique number）
团（clique）是一个图中两两相邻的顶点构成的集合。最大团是一个图中顶点最多的团，它的顶点数被称为{\displaystyle G}的团数，记为{\displaystyle \omega (G)}。{\displaystyle \omega (G)}和{\displaystyle \chi (G)}满足如下关系：
{\displaystyle \chi (G)\geq \omega (G)}
色数和独立数（independence number）
独立集（independent set）是一个图中两两不相邻的顶点所构成的集合。最大独立集是一个图中顶点最多的独立集，它的定点数被称为{\displaystyle G}的独立数，记为{\displaystyle \alpha (G)}。{\displaystyle \alpha (G)}和{\displaystyle \chi (G)}满足如下关系：
{\displaystyle {\frac {n}{\alpha (G)}}\leq \chi (G)\leq n-\alpha (G)+1}

## 色多项式

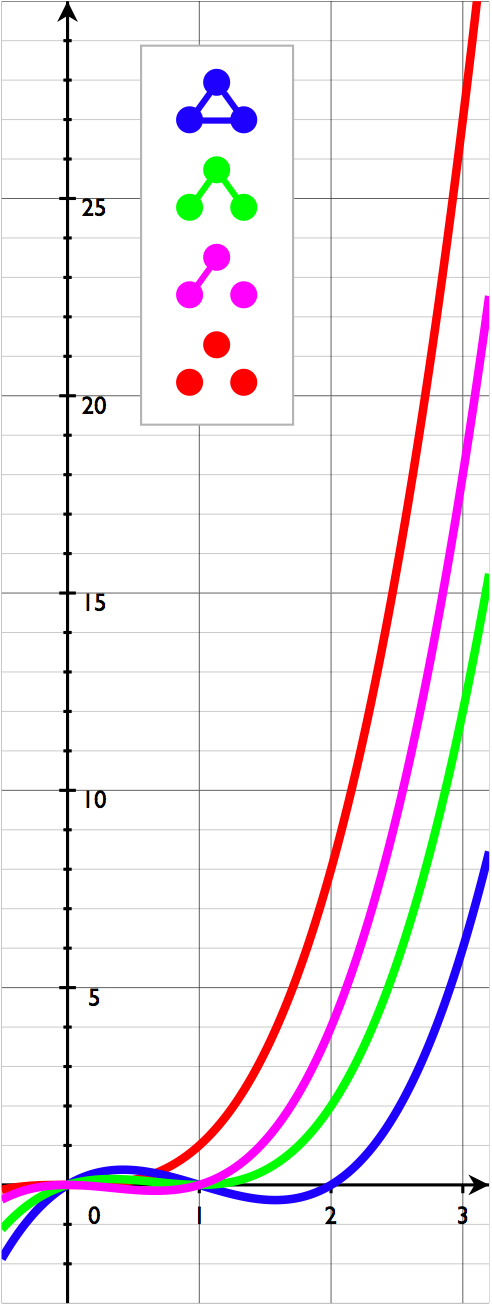
全部非同构三阶图和它们的色多项式。空图 E_{3}(红)可以进行1-着色；其他图不可以。绿色的图用3种颜色有12种染色方法

色多項式用於計算給定數量的顏色下對某圖進行塗色的可行方式數。例如，考慮有3個頂點的完全圖 {\displaystyle K_{3}}，若只使用兩種顏色，{\displaystyle K_{3}}根本無法被著色；若使用三種顏色，則有 {\displaystyle 3!=6} 種方式進行著色；若使用四種顏色，則有 {\displaystyle P_{3}^{4}=24} 個有效著色方案。因此，對於 {\displaystyle K_{3}}，有效著色數量的表格將從以下內容開始：
| 可使用之顏色數 | 1 | 2 | 3 | 4  | ... |
| 有效著色方法數 | 0 | 0 | 6 | 24 | ... |

色多项式是一個函數，記錄将一个图 G 进行 t-着色的方法数，记作 {\displaystyle P(G,t)}。正如其名所述，{\displaystyle P(G,t)} 是一個关于 t 的多项式。回到上面 {\displaystyle K_{3}} 的例子，事實上，{\displaystyle P(K_{3},t)=t(t-1)(t-2)}。
顯而易見的，色多項式 {\displaystyle P(G,t)} 比圖色數蘊涵更多的資訊，更精確的說，{\displaystyle \chi (G)} 是色多項式最小的非零解正整數，即
{\displaystyle \chi (G)=\min\{k\,\colon \,P(G,k)>0\}.}
下表给出了部分图的色多项式：
| 三角形 K3   | {\displaystyle t(t-1)(t-2)}                                                            |
| 完全图 Kn   | {\displaystyle t(t-1)(t-2)\cdots (t-(n-1))}                                            |
| n个顶点的树 | {\displaystyle t(t-1)^{n-1}}                                                           |
| 环 Cn       | {\displaystyle (t-1)^{n}+(-1)^{n}(t-1)}                                                |
| 佩特森图    | {\displaystyle t(t-1)(t-2)(t^{7}-12t^{6}+67t^{5}-230t^{4}+529t^{3}-814t^{2}+775t-352)} |

## 重要定理
- 五色定理
- 四色定理
- Vizing定理
- 布鲁克定理
- Konig定理（关于二分图）
- Hadwiger猜想
- 拉姆齐定理
- 色数